# Sankt Wendel
Sankt Wendel (ufficialmente St. Wendel) è un comune tedesco di 25 337 abitanti abitanti, situato nel land della Saarland.